# Stylogyne
Stylogyne es un género de  arbustos pertenecientes a la antigua familia  Myrsinaceae, ahora subfamilia Myrsinoideae. Comprende 66 especies descritas y de estas, solo 27 aceptadas.

## Taxonomía
El género fue descrito por Alphonse Pyrame de Candolle y publicado en Annales des Sciences Naturelles; Botanique, sér. 2, 16: 78, 91. 1841. La especie tipo es: Stylogyne martiana A. DC. 

## Especies seleccionadas
| - Stylogyne aguarunana - Stylogyne amazonica - Stylogyne ambigua - Stylogyne amplifolia - Stylogyne ardisioides - Lista completa de especies |